# Chiesa di San Francesco d'Assisi (Olmo al Brembo)
La chiesa di San Francesco d'Assisi è un luogo di culto cattolico di Malpasso frazione di Olmo al Brembo in provincia e diocesi di Bergamo, e fa parte del vicariato di Branzi-Santa Brigida-San Martino oltre la Goggia. La chiesa era stata edificata lungo il cammino dei viandanti sulla via Priula.

## Storia
La chiesa è posta lungo il percorso dell'antica via Priula che era stata costruita nel 1592, sul tratto che collega Olmo a Mezzoldo. La presenza della chiesa indicata a volte al 1440, perché ritenuta inserita in un documento del 1446, ma la sua costruzione risale al 1517. 

La testimonianza verrebbe da un certo Battista fu Pietro che nel 1567 all'età di 74 anni dichiarava di ricordare la consacrazione della chiesa da parte di un vescovo di Milano almeno mezzo secolo prima e che nella chiesa aveva ricevuto il sacramento della cresima. Questo porterebbe all'edificazione nella seconda decina del XVI secolo, anche se la chiesa non fu mai inserita nella diocesi milanese. 
La chiesa fu nuovamente citata in documenti del 1542 e del 1548 descritta come piccolo oratorio. Negli atti della visita pastorale del vescovo Vittore Soranzo, viene descritta come tribulina sopra al Malpasso unico luogo di culto della località.
L'edificio doveva essere di piccole proporzioni e proprio in conseguenza all'aumento demografico, grazie al passaggio di nuovi viaggiatori e mercanti con la via Priulam fu ampliata. Visitata nel 1607 dal vescovo Giambattista Milani, viene vosì descritta negli atti: l'oratorio di San Francesco a Malpasso ha i paramenti necessari per celebrare la messa et qual vi si celebra due o tre volte al giorno, anche se non ha i calici". Questo indicherebbe la presenza giornaliera di fedeli.
Nella metà del XVIII secolo la chiesa fu oggetto di una completa ricostruzione, nel 1751 fu affrescata la meridiana sul lato destro della facciata e furono aperte le due finestre laterali. Nel Novecento l'interno della chiesa fu completamente decorato e fu collocato l'altare in graniglia opera di Guido Calegari.

## Descrizione

### Esterno
Il piccolo edificio di culto è posto a una quota superiore rispetto all'abitato di Malpasso ed è anticipato da una breve gradinata che lo collega con il piccolo sagrato con pavimentazione in terra battura. Il fronte principale molto semplice con il portale in pietra locale rialzato da un gradino e con due aperture rettangolari laterali complete di inferriate antisfondamento e un'apertura superiore centrale ad arco ribassato sfondata con serramento ligneo atta a illuminare l'aula. Laterale la meridiana dove è riportata la data del 1752 e la scritta Vedi l'ombra in passar quanto sia breve, dall'ombra impara che morir si deve. Conclude la facciata il tetto a due falde molto ampie a protezione della parte e dei fedeli.

### Interno
L'interno è molto piccolo a unica navata con le pareti intonacata con zoccolatura in stucco in lucido e il cornicione in stucco dove s'imposta la volta a botte dove è raffigurata la colomba dello Spirito Santo. La zona del presbiterio a pianta rettangolare con volta a botte, è sopraelevata da un gradino, ed è illuminata da due aperture poste sopra il cornicione nella parte che anticipa il presbiterio. L'abside conserva la pala d'altare raffigurante Madonna don Bambino e santi Giovanni Battista e Francesco d'Assisi con raffigurato nella parte inferiore sinistra il committente l'opera e a destra uno stemma che sarebbe identificato in quello della famiglia Mazzoleni.